# Nätbedrägeri
Nätbedrägeri eller internetbedrägeri avser användningen av internettjänster för att presentera falska erbjudanden till potentiella måltavlor, med målet att genomföra bedrägliga affärer för vinning. 
Bedragaren önskar tillskansa dig pengar genom att lura annan att skicka detta, besöka hemsidor, köpa saker eller skicka person och kontouppgifter. Detta kallas även för phishing. Nätbedrägerier kan förekomma i chattkanaler, genom e-post, på internetforum eller webbplatser. Bedrägeri inom e-handel bygger på att en nätförsäljare erbjuder intressanta produkter till extra låga priser för att hamna högst upp på prisjämförelsesajter för att locka till sig så många kunder som möjligt och kräva betalning i förskott vid beställning för att sedan inte leverera de beställda varorna.
En undersökning genomförd 2021 visade att bland svenska internetanvändare så hade 40 procent blivit utsatta för bedrägeriförsök på internet under det senaste året. Det vanligaste bedrägeriförsöket (35 %) var att motta e-post med falsk avsändare som ser ut att komma från till exempel en bank, myndighet eller VD som försökte lura av mottagaren pengar eller personuppgifter eller uppmanade att öppna eller ladda hem en bifogad fil. 11 procent hade blivit kontaktade av en med falsk kundsupport/helpdesk om problem med datorn. 4 procent hade drabbats av att förbetalda varor som köpts på nätet inte hade levererats eller att ytterligare summor dragits från bankkortet. 2 procent hade uppmanats av obehöriga att logga in på sin bank med Bank-id.
88 procent av de svenska internetanvändarna oroade sig 2021 för att bli utsatta för nätbedrägeri. 18 procent av dem kände mycket stor oro. Undersökningen visade att de äldsta internetanvändarna kände störst oro av alla att drabbas av nätbedrägeri men de var samtidigt minst drabbade av alla.